# Microfono a condensatore

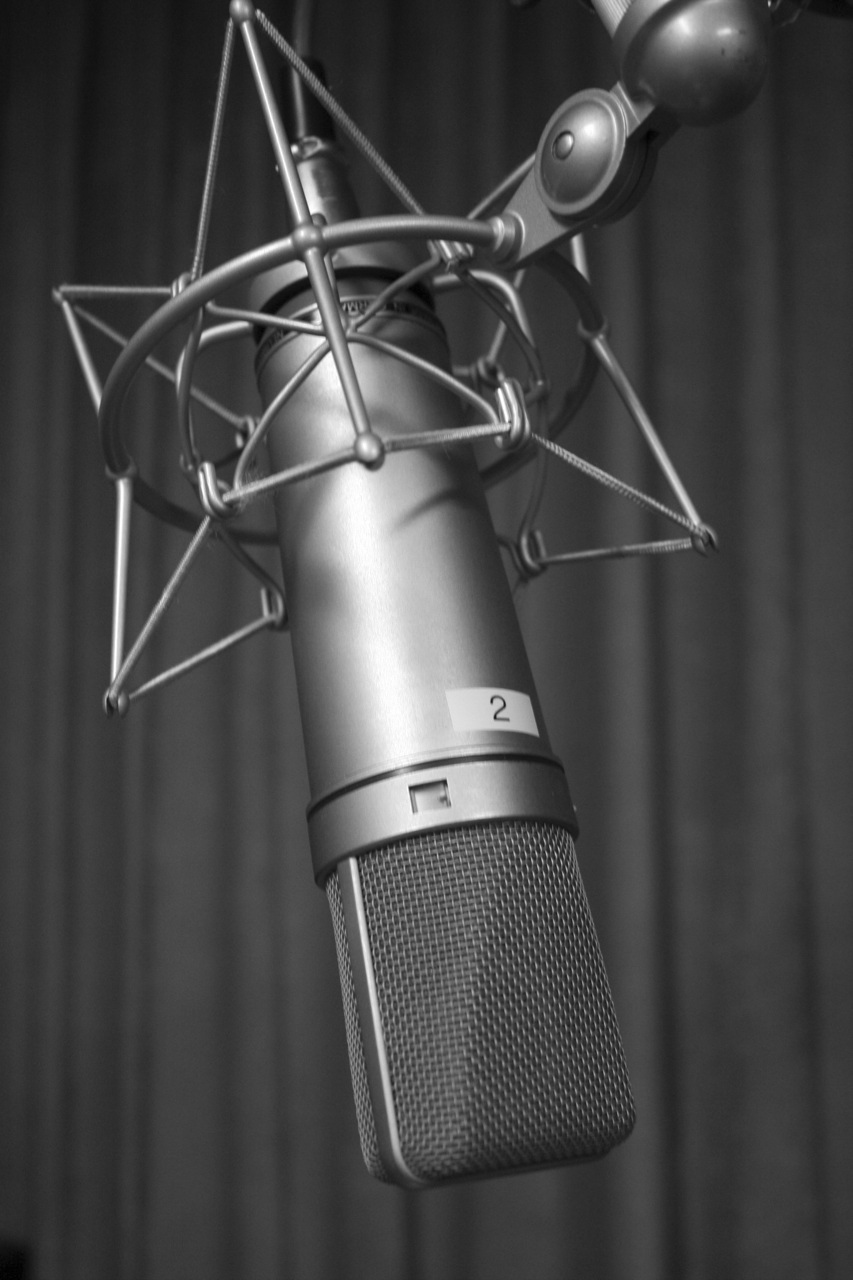
Microfono a condensatore

Il microfono a condensatore è un tipo di microfono elettrostatico che sfrutta l'effetto di variazione capacitiva di un condensatore. Le due lamine che compongono la capsula vengono sollecitate dalle variazioni di pressione che un suono provoca nel mezzo di propagazione (aria) e ciò fa variare la capacità.

## Caratteristiche
Come per i microfoni dinamici, la figura polare può essere omnidirezionale, bidirezionale (cosiddetta "figura 8") o unidirezionale (cardioide, supercardioide, ipercardioide), ma in genere viene ritenuto qualitativamente “migliore” di questi, perché più sensibile ai transienti e alle sollecitazioni; tuttavia, avendo una altissima impedenza, nel corpo del microfono viene aggiunto quasi sempre un “mini-preamplificatore” per abbassare l'impedenza d'uscita. Il pre-microfonico era inizialmente a valvole termoioniche, poi a transistor, ma in ogni caso necessita di una alimentazione (a pila o phantom ), mentre invece la capsula può essere prepolarizzata, nei microfoni a elettrete (o electret ). L'alimentazione più comune è quella “phantom”, da prelevare sul cavo di segnale e che di solito fornisce 48 V, oppure può essere specifica per ogni microfono e fornita da un circuito esterno o con delle pile, da 3 V a svariate centinaia di volt per quelli a valvola. Il preamplificatore rappresenta il punto debole di un microfono a condensatore, perché se di bassa qualità può indurre e introdurre saturazioni, distorsioni, equalizzazioni indesiderate ed aumentare il rumore elettrico; di solito è il preamplificatore a determinare il massimo livello elettrico sopportabile dal microfono ed anche il minimo percepibile, quindi utilizzabile (livello utile). Per evitare il rischio di saturare l'elettronica a valle, il produttore inserisce spesso un attenuatore acustico (o pad ), soprattutto nei microfoni di alta qualità, solitamente più soggetti a questo problema, in quanto costruiti per avere alta sensibilità e alta dinamica di lavoro.

## A elettrete oelectret

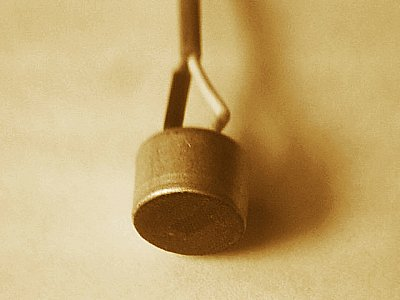
Capsula microfonica

Il microfono a elettrete è una variante del microfono a condensatore; sfrutta lo stesso principio di funzionamento del microfono a condensatore, ma dal momento che il condensatore è pre-polarizzato in maniera permanente al momento della costruzione, la capsula non necessita di tensione di polarizzazione. Avendo anch'essa una elevata impedenza di uscita, è comunque presente un preamplificatore che necessita di alimentazione (phantom o a batteria).

## Galleria di illustrazioni

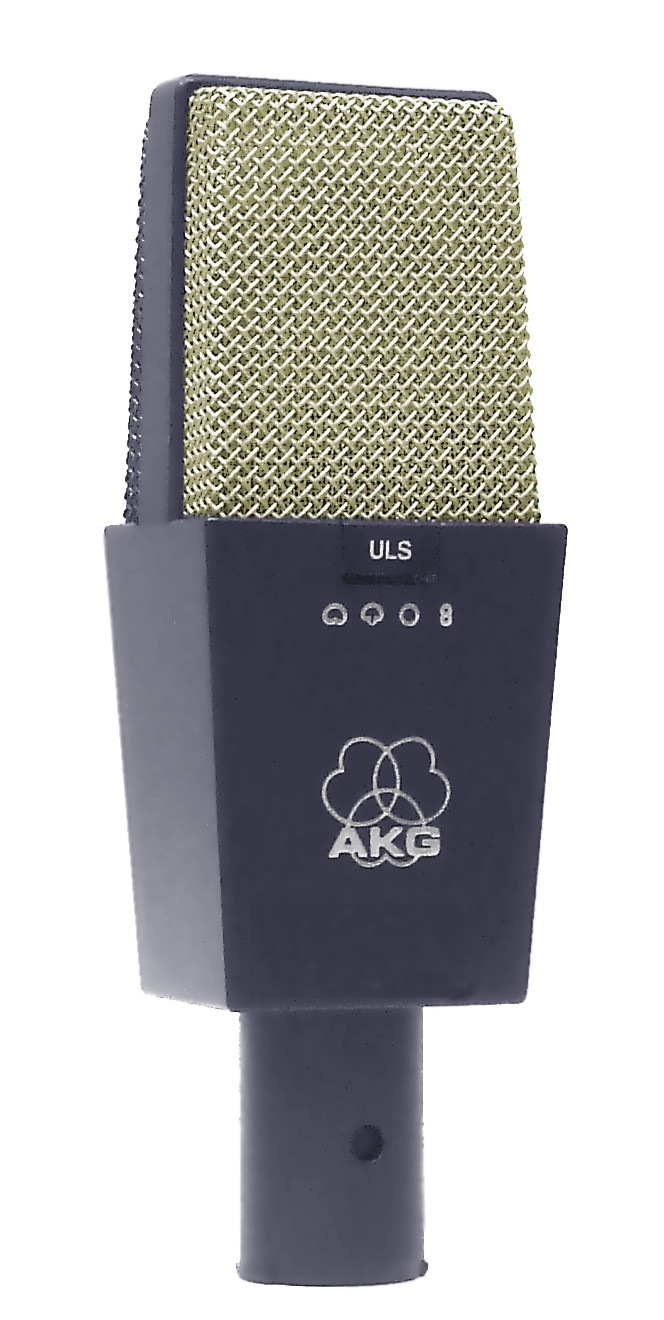
Micro AKG C414 (universale)
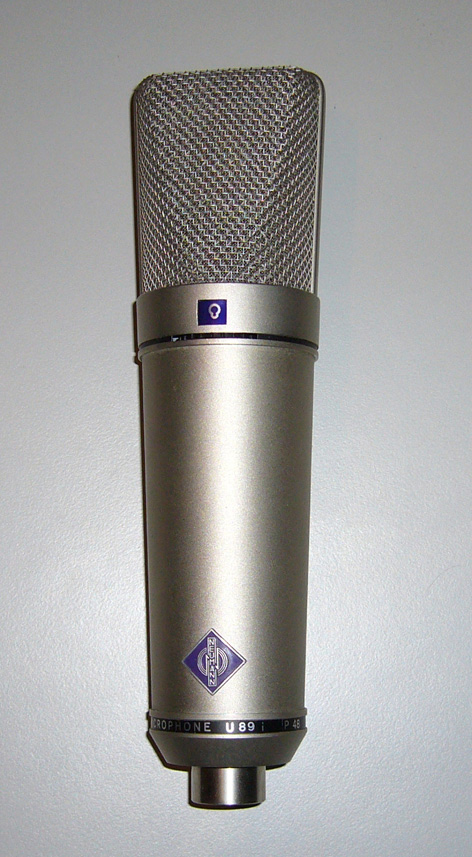
Neumann U89i (universale)
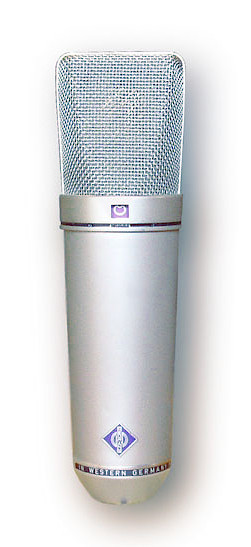
Neumann U87 (universale)
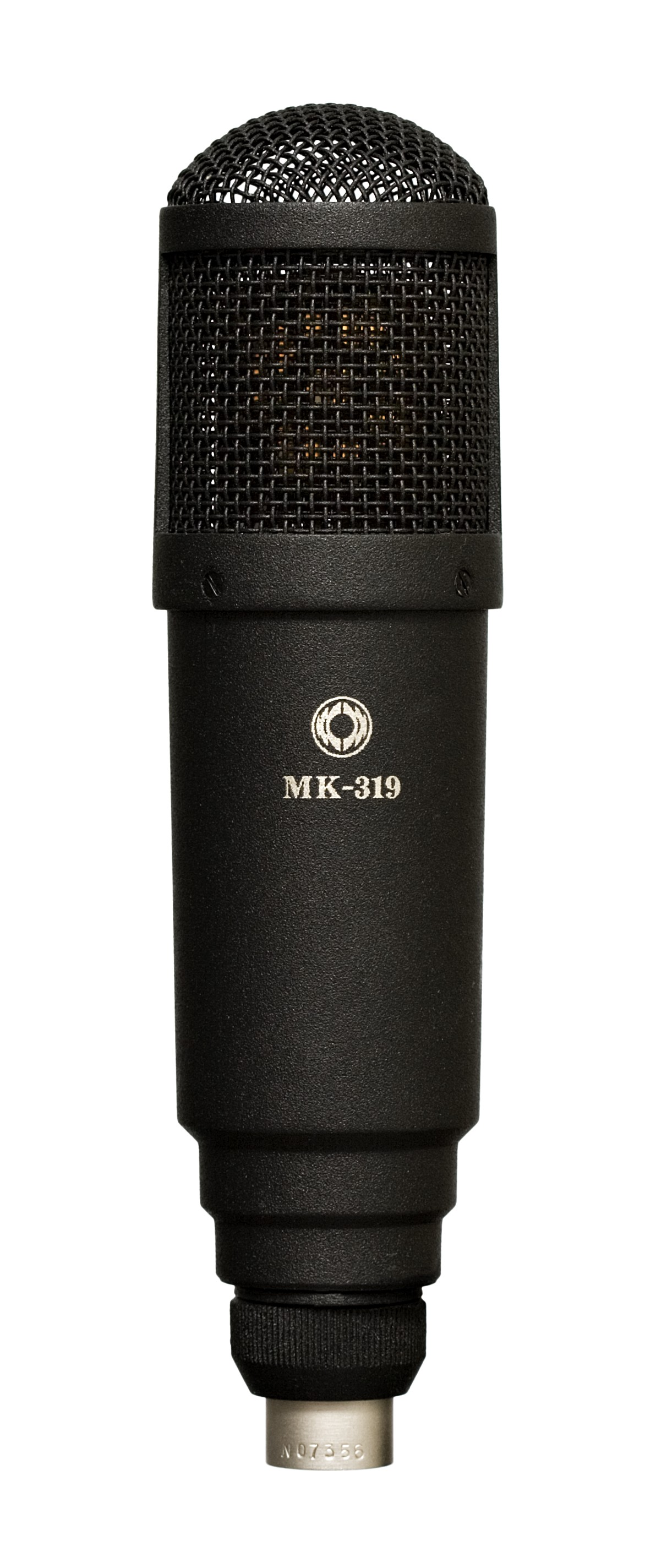
Oktava 319 (per la musica)
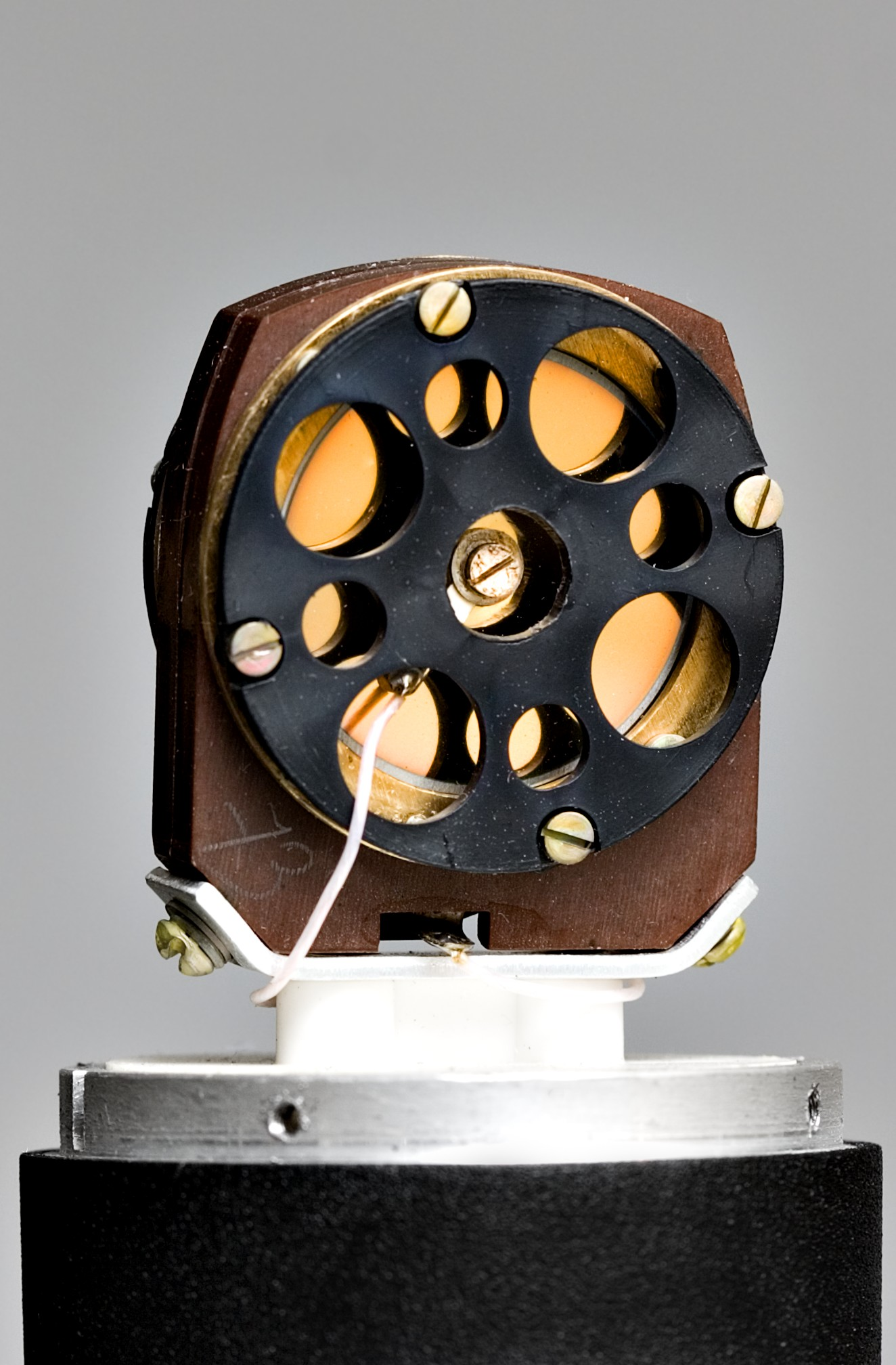
Capsula del Oktava 319
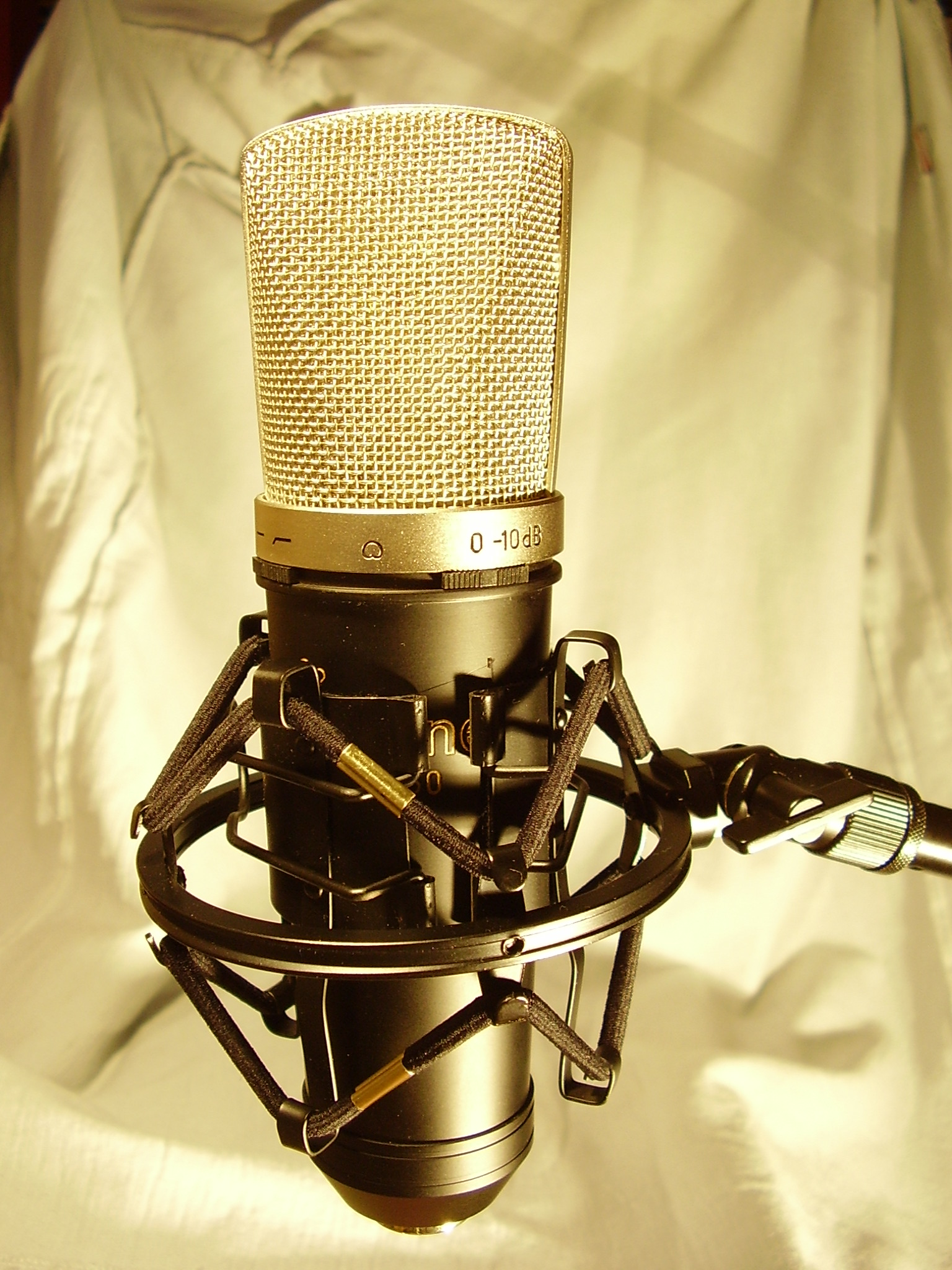
Sospensione elastica per evitare le vibrazioni
Confronto di risposta in frequenza tra un microfono a condensatore (Oktava 319) e uno dinamico (Shure SM58)
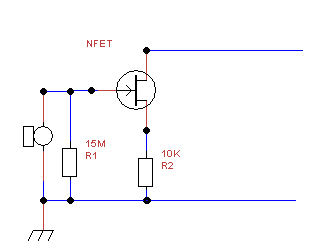
Schema elettrico dell'amplificatore del microfono electret
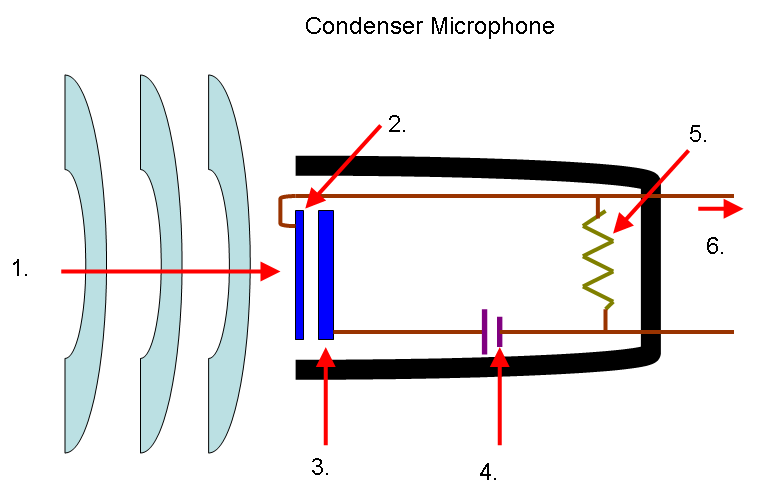
Schema del microfono a condensatore